# Adil Hussain

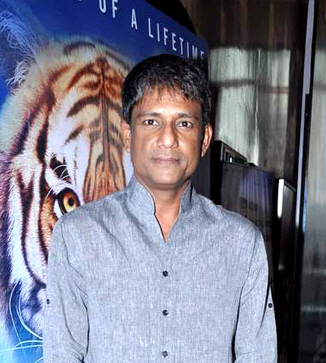
Adil Hussain, 2012

Adil Hussain (assamesisch আদিল হুছেইন) (* 5. Oktober 1963 in Goalpara, Assam) ist ein indischer Theater-, Film- und Fernsehschauspieler. Er spielt überwiegend in hindischer und assamnesicher Sprache in Hindi- und Art-House-Filmen.
Des Weiteren spielt er auch in internationalen Produktionen wie The Reluctant Fundamentalist und Life of Pi mit.

## Leben
Adil Hussain ist Sohn eines Lehrers geboren und wuchs mit sechs Geschwistern auf. Schon während der Schulzeit betätigte er sich als Schauspieler. Mit 18 begann er, Philosophie am Bhola Borooah College in Guwahati zu studieren. Auch am College betätigte er sich als Schauspieler und Standup-Comedian.
Als Mitglied der Standup-Comedian-Gruppe Bhaya Mama Group ahmte Adil populäre Bollywood-Schauspieler nach. Für sechs Jahre arbeitete er als Standup-Comedian, anschließend schloss er sich einem Wandertheater an und spielte auch in lokalen Spielfilmen mit.
Mit 27 Jahren schrieb er sich an der National School of Drama ein. Diese besuchte er die folgenden drei Jahre. Nach seinem Abschluss bekam er ein Charles Wallace India Trust Stipendium für ein Studium an den Drama Studios London, welches er 1994 abbrach. Nach seiner Rückkehr in Neu-Delhi arbeitete er für die nächsten drei Jahre mit dem Hengul Theater in Assam zusammen. Daneben nahm er Unterricht bei Khalid Tyabji, Shaupon Boshu (Aurobindo Ashram, Puducherry) und Dilip Shakar.
Adil ist verheiratet und hat einen 2010 geborenen Sohn. Er lebt in Neu-Delhi.

## Schauspielkarriere
Nach seiner Rückkehr aus Europa nach Indien 1994 arbeitete er drei Jahre mit dem Wandertheater Hengul Theater in Assam, bevor er nach Delhi ging.
Die Aufführung Othello: A Play in Black and White der Indian Shakespeare Company wurde 1999 während des Edinburgh Fringe mit einer Auszeichnung versehen. Seine Interpretation des Othellos wurde positiv aufgenommen. Mit dieser Produktion ging Adil Hussain auf Tournee durch mehrere europäische und afrikanische Staaten. Ebenfalls unter der Regie von Roysten Abel spielte er in Goodbye Desdemona. Er wurde 2004 Lehrer für Artistik an der Society for Artistics and Performers in Hampi und führte diese Tätigkeit bis 2007 aus.
Neben seiner Lehrtätigkeit an der National School of Drama lehrte er an der Drama School in Amsterdam, dem Royal Conservatory of Performing Arts in Den Haag und dem Film and Television Institut of India in Pune.
Für BBC World Service Trust übernahm er eine Hauptrolle in der Detektiv-Fernsehserie Jasoos Vijay für die Jahre 2002 und 2003. Im Jahr 2004 hatte er sein Filmdebüt in Bengalisch an der Seite von Soha Ali Khan in dem Film Iti Srikanta in einer der Hauptrollen.
Kleinere Rollen in assamnesicher Sprache brachten ihm keine Aufmerksamkeit von Bollywood. Erst seine Rolle in Abhishek Chaubeys Ishqiya machte Bollywood auf ihn aufmerksam. Seine Bollywood-Karriere startete er in Saif Ali Khans Film Agent Vinod im Jahr 2012. Im gleichen Jahr erschien der vom italienischen Regisseur Italo Spinelli gedrehte Film Gangor, Mira Nairs Film The Reluctant Fundamentalist und Ang Lees Life of Pi: Schiffbruch mit Tiger|Life of Pi.
In der Culture-Clash-Komödie Englisch für Anfänger hatte er eine Hauptrolle neben Sridevi, die in diesem Film ihr Comeback hatte. Für den Film Lessons in Forgetting erhielt er den Best Actor Award bei den New Jersey Independent South Asian Cine Fest.

## Auszeichnungen
- 2012 Best Actor award, New Jersey South Indian Independent Film Festival[3]

## Filmografie
- In Othello (2003)
- Iti Srikanta (2004)
- Kaminey (2009)
- Gangor (2010)
- Ishqiya (2010)
- Agent Vinod (2012)
- Englisch für Anfänger (2012)
- The Reluctant Fundamentalist (2012)
- Life of Pi (2012)
- Lessons in Forgetting (2012)
- Blemished Light (2012)
- Lootera (2013)
- Leena's Beauty Parlour (2013)
- Sringkhal (2013)
- White Lies (2013)
- Was werden die Leute sagen (Hva vil folk si) (2017)

Television
- Jasoos Vijay (2002–2003, Season 1 and 2)
- Star Trek: Discovery (2020–2021, 3 Folgen)

Kurzfilme (für Satyajit Ray Film and Television Institute)
- Doctor, Nurse and Patient (2010)
- Infected (2012)